# Gustavo Montini
Gustavo Montini (Badia Polesine, 16 settembre 1920 – Pordenone, 22 settembre 2004) è stato un politico italiano.

## Biografia
Esponente della Democrazia Cristiana, è stato sindaco di Pordenone dal 1956 al 1967 e uno dei principali artefici dell'innalzamento della città a capoluogo di provincia. Eletto senatore nel 1968, è rimasto in Parlamento per due legislature (V, VI), ricevendo anche la carica di sottosegretario alla difesa dal giugno 1972 al luglio 1973 nel governo Andreotti II.
Con la fine della Democrazia Cristiana, nel 1994 passa al Partito Popolare Italiano.
È morto a Pordenone il 22 settembre 2004, dopo una lunga malattia.